# Šarišský vrch
Šarišský vrch nebo Šarišský hradní vrch je zalesněný vrch o nadmořské výšce 570 m, jež se tyčí ve Spišsko-šarišském mezihoří nad městem Velký Šariš. Kuželovitý andezitový vrch zaujme už zdálky svým tvarem, ale i pozůstatky Šarišského hradu. Archeologický výzkum dokázal osídlení hradního vrchu již v neolitu. Celý hradní vrch je Národní přírodní rezervací a nabízí zajímavé výhledy.

## Přístup
- Po  značce z Velkého Šariše a Šarišských Michalan
- Na hrad vede zpevněná asfaltová silnice a lze se tam dostat i na kole. Přístupová cesta slouží jako naučná stezka.